# Marele Premiu al Luxemburgului
Marele Premiu al Luxemburgului (în germană Großer Preis von Luxemburg) a fost un eveniment de sport cu motor ce a făcut parte din Campionatul Mondial de Formula 1 FIA în 1997 și 1998. Ambele curse au avut loc în Germania, pe circuitul Nürburgring, care este situat la aproximativ 80 de kilometri de granița dintre Germania și Luxemburg.
Titlul de „Luxemburg” a fost ales în 1997, deși cursa se desfășura în Germania și nu pe teritoriul luxemburghez, deoarece Hockenheimring era deja contractat pentru a găzdui Marele Premiu al Germaniei. Nürburgring găzduise anterior Marele Premiu al Europei în 1995 și 1996, dar evenimentul a fost redenumit din cauza altor schimbări în calendarul din 1997. În urma anulării Marelui Premiu al Portugaliei, a fost adăugată o a doua cursă în Spania, Jerez găzduind Marele Premiu al Europei împreună cu Marele Premiu al Spaniei de la Barcelona. Jerez urma să găzduiască din nou cursa în 1998, dar drepturile de organizare a Marelui Premiu al Europei au fost revocate de către organizatorii cursei după un incident pe podium în 1997. În 1999, cursa de la Nürburgring a revenit la utilizarea titlului de „Marele Premiu al Europei”, pe care l-a păstrat în fiecare an până în 2007.

## Istoric

### 1997
Marele Premiu al Luxemburgului a oferit un moment de istorie, întrucât mașinile cu motoare Renault au ocupat primele patru locuri la sosire, Jacques Villeneuve (Williams-Renault) fiind primul. Cursa a marcat, de asemenea, ultima victorie a lui Villeneuve în Formula 1.
Pentru o lungă perioadă de timp se părea că Mika Häkkinen va obține prima sa victorie în Formula 1, întrucât se distanțase la conducere de coechipierul său de la McLaren, David Coulthard. Cu toate acestea, în decurs de un singur tur, ambele McLaren-uri au ieșit din cursă din cauza unor defecțiuni la motoare, permițându-i lui Villeneuve să se apropie de titlul mondial. Cursa lui Michael Schumacher s-a încheiat la sfârșitul primului tur, după ce fratele său, Ralf Schumacher, s-a ciocnit cu coechipierul său Giancarlo Fisichella în primul viraj; acest lucru a provocat abandonul imediat a trei dintre cele patru mașini implicate (Ralf, Fisichella și Ukyo Katayama) și a provocat, de asemenea, avarii la suspensie la a patra mașină (Ferrari-ul lui Michael Schumacher), ceea ce a dus, de asemenea, la abandonul acesteia două tururi mai târziu.

### 1998
În 1998, Mika Häkkinen și-a luat revanșa pentru abandonul din cursa precedentă, câștigând această ediție, Michael Schumacher fiind al doilea, deși a început din pole position, iar Coulthard, coechipierul lui Häkkinen, s-a clasat al treilea. De asemenea, Häkkinen, la fel ca Villeneuve în anul precedent, a câștigat Campionatul Mondial în ultima cursă a sezonului, la Suzuka; acest lucru a însemnat că fiecare câștigător al Marelui Premiu din Luxemburg a urmat să câștige Campionatul Mondial din acel an.

## Edițiile Marelui Premiu al Luxemburgului (Formula 1)
Sunt incluse doar edițiile ce au făcut parte din calendarul Campionatului Mondial de Formula 1. Toate edițiile au avut loc pe circuitul Nürburgring GP-Strecke.
| An   | Pole position                        | Cel mai rapid tur                    | Pilotul câștigător                   | Constructorul câștigător             |
| ---- | ------------------------------------ | ------------------------------------ | ------------------------------------ | ------------------------------------ |
| 1997 | Mika Häkkinen                        | Heinz-Harald Frentzen                | Jacques Villeneuve                   | Williams-Renault                     |
| 1998 | Michael Schumacher                   | Mika Häkkinen                        | Mika Häkkinen                        | McLaren-Mercedes                     |
| 1999 | Înlocuit de Marele Premiu al Europei | Înlocuit de Marele Premiu al Europei | Înlocuit de Marele Premiu al Europei | Înlocuit de Marele Premiu al Europei |

## Câștigătorii Marelui Premiu al Luxemburgului (Non-Formula 1)

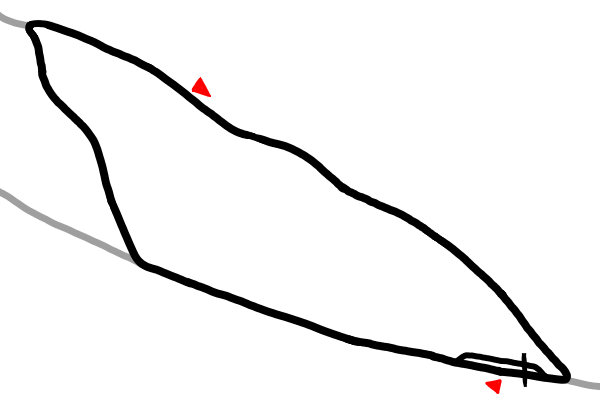
Circuitul Findel (1949–1952)

Câștigătorii edițiilor care nu au făcut parte din Campionatul Mondial de Formula 1.
| An   | Pilot           | Mașină        | Locație |
| ---- | --------------- | ------------- | ------- |
| 1949 | Luigi Villoresi | Ferrari       | Findel  |
| 1950 | Alberto Ascari  | Ferrari       | Findel  |
| 1951 | Alan Brown      | Cooper-Norton | Findel  |
| 1952 | Les Leston      | Cooper-Norton | Findel  |